# ブライラ
ブライラ （ルーマニア語:Brăila、ブルガリア語: Браила、トルコ語: Ibrail）は、ルーマニア東部ブライラ県の県都。ムンテニア地方に属し、ドナウ河岸港を持つ。ドナウ川を挟みガラツィと近接する。 

## 歴史

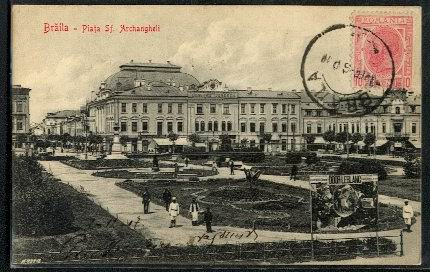
1900年代初頭の絵はがきに描かれたブライラ

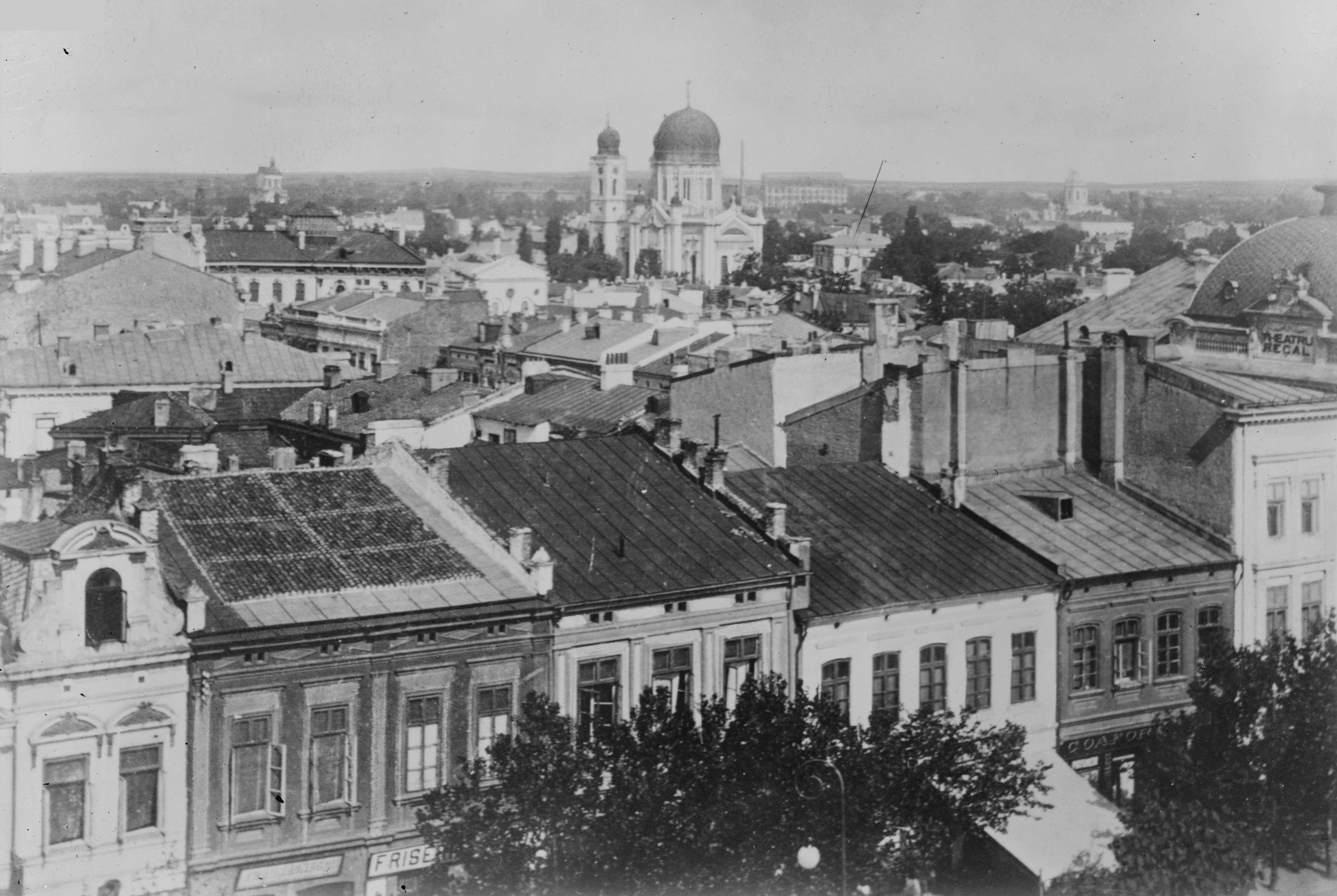
19世紀終わりから20世紀初頭にかけての、ブライラの眺め

ワラキアにおいてドナウ左岸のこの地に定住地が現れたのは、スペインで1350年頃に書かれた『リブロ・デ・コノスシミエント』（Libro de conoscimiento、知識の本）においてスペイン語の市名ドリナゴ（Drinago）と記載された時である。また、14世紀にカタルーニャで書かれた航海図にも登場した。これは、ブリラゴ（Brillago）を間違って翻訳したものであろう。当時のギリシャ語での雑な文書では、市はプロイラブム（Proilabum）かプロイラヴァ（Proilava）とされている。これはスラヴ語での地名ブライロフ（Brailov）をギリシャ語表示したものである。ドイツ語の文献では、Uebereylと記載されていた。名前の発祥、意味ともに不明である。
カザー（Kaza、オスマン帝国の行政区画）として、町と周辺一帯は1538年-1540年から1829年までオスマン帝国に支配されていた（アッカーマン協定の結果ワラキアへ復帰した）。トルコ時代の呼び名は、ウブライル（Ibrail）かウブライラ（Ibraila）であった。モルダヴィア公シュテファン3世（シュテファン大公）によって1470年2月2日、町は攻撃され、略奪され、火を放たれた。これは、オスマン帝国と同盟関係にあったワラキア公ラドゥ美男公（en）に対する報復のためであった。1595年から1596年にかけては、事実上ワラキア公ミハイ勇敢公の支配下にあった。
19世紀、ブライラの川港は、ワラキア内にある川港としてトゥルヌ・マグレレとジュルジュに並ぶ重要港となった。ブライラの偉大な繁栄の時代は、19世紀終わりから20世紀初頭にかけてで、ルーマニアへ商品の多くが集まり国内へ運ばれていく重要港であった。
1989年のルーマニア革命の後、ブライラの経済衰退の時代は終わりを告げた。

## 経済
中小規模の船が航行可能で、ブライラは規模の大きな穀物運搬と備蓄施設をもつ。重要な産業都市であり、金属加工、繊維業、食品加工などが行われている。

## ランドマーク
旧市街には多くの19世紀の建物が集まっており、それらの一部が完全に修復されている。1865年に建てられたギリシャ系ルーマニア人コミュニティーの正教会の教会、スフィンツィイ・アルハンゲリ教会（Sfinţii Arhangheli）、トルコ時代のモスク、1896年に建てられたマリア・フィロッティ劇場、歴史博物館、古い水道橋がある。
その他にドナウ河岸にある公立庭園があり、川とマチン山脈の眺めが楽しめる。2006年始め、自治体はヨーロッパ連合の基金を旧市街の修繕に注ぎ込んだことから、ブライラはムンテニア地方きっての主要観光地に変貌した。

## スポーツ
- CFブライラ

## 交通
ブライラは19世紀終わりにルーマニア国内でトラムが導入された古い都市の一つであり、現在もまだ運行されている（ブライラ市電）。その他にバスが運行している。

## 著名な出身者
- アナ・アスラン（en:Ana Aslan） - 医師。ジェロヴィタール化粧品の創設者
- パナイト・イストラティ - 作家
- アニショアラ・スタンチウ - 元陸上選手
- ヤニス・クセナキス - ギリシャ系の音楽家
- セルジュ・モスコヴィッシ - ヨーロッパ社会科学の創設者
- カメリア・ポテク - 水泳選手
- アレクサンドル・キプチュ - プロサッカー選手